# Альбюссак
Альбюсса́к (фр. Albussac, окс. Albuçac) — коммуна во Франции, находится в регионе Лимузен. Департамент — Коррез. Входит в состав кантона Аржанта. Округ коммуны — Тюль.
Код INSEE коммуны — 19004.
Коммуна расположена приблизительно в 420 км к югу от Парижа, в 95 км юго-восточнее Лиможа, в 16 км к югу от Тюля.

## Население
Население коммуны на 2008 год составляло 693 человека.
| 1962 | 1968 | 1975 | 1982 | 1990 | 1999 | 2008 |
| ---- | ---- | ---- | ---- | ---- | ---- | ---- |
| 777  | 851  | 790  | 718  | 739  | 664  | 693  |

## Экономика
В 2007 году среди 396 человек в трудоспособном возрасте (15-64 лет) 293 были экономически активными, 103 — неактивными (показатель активности — 74,0 %, в 1999 году было 68,2 %). Из 293 активных работали 276 человек (148 мужчин и 128 женщин), безработных было 17 (9 мужчин и 8 женщин). Среди 103 неактивных 18 человек были учениками или студентами, 63 — пенсионерами, 22 были неактивными по другим причинам.

## Достопримечательности
- Церковь Сен-Мартен (XII век). Памятник истории с 1927 года[3]